# Rudolfinische Hausordnung
Die Rudolfinische Hausordnung war ein Familienvertrag vom 18. November 1364, der den gemeinsamen Besitz der habsburgischen Länder zwischen Rudolf IV., Albrecht III. und Leopold III. regelte.
Seit 1355 herrschten gemäß dem Hausgesetz Albrechts II. in der Theorie alle männlichen Habsburger zu gemeinsamer Hand, was den Ältesten gleich betreffen sollte wie den Jüngsten. Die Kontrolle zur Einhaltung des Gesetzes übernahmen dabei die Stände. Mit dem Privilegium maius wollte der älteste Sohn Albrechts II., Rudolf IV., jedoch eine Änderung des väterlichen Hausgesetzes erwirken. Nun wurde dem ältesten Habsburger eine Vormachtstellung eingeräumt, was Rudolf IV. entgegen der eigentlichen Absicht seines Vaters persönlich größere Macht verschaffte. Es wird berichtet, dass Rudolf diese „Besserstellung“ gegenüber seinen beiden noch lebenden Brüdern auch offen zeigte, beispielsweise wenn er sich selbst als Erzherzog bezeichnete, seine Brüder jedoch „nur“ als Herzöge.
Da Rudolfs Ehe auch bis zum Jahre 1364 kinderlos geblieben war, kamen für die Nachfolge nur seine Brüder Albrecht III. und Leopold III. in Frage. Die Rudolfinische Hausordnung regelte nun, ausgehend vom Vertrag aus dem Jahre 1355, dass die bereits bestehenden und zukünftigen Herrschaften ungeteilt und zu gemeinsamer Hand in Frieden zu regieren sind. Demnach sollte auch jeder männliche Habsburger in seinem Namen den Titel aller Länder tragen. Trotz alledem oblag beispielsweise die Vertretung Österreichs nach außen oder die Erhebung der Steuern dem Ältesten, womit eine gewisse Sonderstellung gegeben blieb.
Die Rudolfinische Hausordnung blieb nur 15 Jahre bis zur Teilung der habsburgischen Länder 1379 durch den Vertrag von Neuberg in Kraft.